# Шулаки (Чеглаковское сельское поселение)
Шулаки — деревня в Нагорском районе Кировской области в составе Чеглаковского сельского поселения.

## География
Находится на расстоянии примерно 4 километра по прямой на юг-юго-запад от районного центра поселка Нагорск.

## История
Упоминается с 1873 года, когда в ней было отмечено 3 двора и 22 жителя. В 1905 году дворов 7 и жителей 53, в 1926 9 и 63, в 1950 7 и 34. в 1989 году учтено 13 жителей .

## Население
Постоянное население  составляло 13 человек (русские 100%) в 2002 году, 1 в 2010.